# Риниљије (Козенца)
Риниљије је насеље у Италији у округу Козенца, региону Калабрија.
Према процени из 2011. у насељу је живело 14 становника. Насеље се налази на надморској висини од 233 м.